# Nowy Rozdół (hromada)
Nowy Rozdół – hromada miejska w rejonie stryjskim obwodu lwowskiego Ukrainy. Siedzibą hromady jest Nowy Rozdół.
Hromadę utworzono w ramach reformy decentralizacji  w 2020 roku.

## Miejscowości hromady
W skład hromady wchodzą 1 miasto, 1 osiedle typu miejskiego i 8 wsi.

- Nowy Rozdół – miast, siedziba hromady
- Rozdół – osiedle typu miejskiego
- Brzezina
- Brzozdowce
- Hranki-Kuty
- Laszki Dolne
- Laszki Górne
- Podhorce
- Stańkowce
- Turzanowce